# Département de Samaná
1797–1801
Entités précédentes :
- Colonie de Saint-Domingue

Entités suivantes :
- Département de Cibao)

Le département de Samana est un ancien département français situé dans la colonie de Saint-Domingue, qui a existé de 1797 à 1801. Son chef lieu était San Yago (Santiago de los Caballeros en République Dominicaine).

## Histoire
Le département de Samana est créé par la loi du 4 brumaire an VI (25 octobre 1797), contenant la division du territoire des colonies occidentales, qui divise l'île de Saint-Domingue en cinq départements.
Le département est maintenu bien que non cité par la Constitution du 22 frimaire an VIII (13 décembre 1799) qui établit le Consulat.
Par la loi du 24 messidor an IX (13 juillet 1801) portant division du territoire de la colonie française de Saint-Domingue émanant de l'Assemblée Centrale de Saint-Domingue réunit par Toussaint Louverture, l'île était divisée en six départements. Le département de Samana est supprimé et remplacé par le département de Cibao qui correspondait à peu près au même territoire.

## Territoire
Le département est formé de quartiers de l'ancienne partie espagnole de Saint-Domingue : quartier de Santiago de los Caballeros et quartier de La Vega.
Il était délimité comme suit : « de la pointe Isabellique au cap Samana, de la pointe du cap Samana à l'embouchure de la rivière Cotui, prolongeant la rivière Serico jusqu'à sa source,  côtoyant les montagnes Désertes jusqu'au grand chemin de Santo-Domingo à Saint-Thomé ».

### Subdivisions administratives
Le département était divisé en cinq cantons, à savoir : « San-Yago, Lavega, Porto-Plata, Cotui et Samana ».

### Subdivisions judiciaires
Le tribunal civil du département siégeait à San-Yago.
Leurs ressorts respectifs étaient les suivants :
- le tribunal correctionnel de Porto-Plata comprenait le canton de Porto-Plata et ses dépendances ;
- le tribunal correctionnel de San-Yago comprenait le canton de San-Yago et ses dépendances ;
- le tribunal correctionnel de Lavega comprenait le canton de Lavega et ses dépendances ;
- le tribunal correctionnel de San-Yago comprenait le canton de Cotui, ses dépendances et l'île Samana.

## Personnalités liées au département
- Jean-Remacle Lissoir (1766-1841), fut élu évêque constitutionnel du département de Samaná, en 1797.